# Breda M37
A Breda Modello 37 (M37) foi uma metralhadora pesada de projecto italiano, adoptada em 1937. Foi a metralhadora pesada padrão do Exército Italiano durante a Segunda Guerra Mundial. A M37 foi projectada como substituta da problemática Breda M37, provando-se muito mais eficiente em combate. Apesar disso revelou alguns problemas da sua predecessora. Uma das suas restrições era o facto de ser alimentada por tiras de 20 munições e não por fita, o que, para permitir um fogo rápido, obrigava que a sua guarnição tivesse dois membros, além do apontador um municiador para recolocar rapidamente novos carregadores.
Apesar da produção ter terminado em 1943 manteve-se como arma padrão depois da Segunda Guerra Mundial até ser substituída por metralhadoras mais modernas.
A M37 foi adoptada como metralhadora pesada padrão do Exército Português em 1938. Aqui era oficialmente denominada Metralhadora Breda m/938. A arma foi mais tarde usada pelas forças portuguesas na Guerra do Ultramar, sobretudo montada em viaturas.

## Operadores
- Itália: A Breda modello 37 é a única versão com câmara para o cartucho 8x59mm RB Breda.
- Espanha: A Espanha Franquista adotou a metralhadora Breda M37 com câmara para 7,92 mm Mauser.
- Portugal: O Estado Novo adotou a Breda 37 em 7,92 mm Mauser designada m/938 Breda não muito depois da Espanha.